# 伏毛北乌头
伏毛北乌头（学名：Aconitum kusnezoffii var. crispulum）为毛茛科乌头属下的一个变种。

## 扩展阅读
- 維基物種上的相關：伏毛北乌头